# Pottia riparia
Pottia riparia là một loài rêu trong họ Pottiaceae. Loài này được Austin mô tả khoa học đầu tiên năm 1870.